# Aramac
Aramac är en ort i Australien. Den ligger i kommunen Barcaldine och delstaten Queensland, omkring 930 kilometer nordväst om delstatshuvudstaden Brisbane. Aramac ligger 228 meter över havet och antalet invånare är 341.
Trakten runt Aramac är nära nog obefolkad, med mindre än två invånare per kvadratkilometer.. 
Omgivningarna runt Aramac är i huvudsak ett öppet busklandskap. Genomsnittlig årsnederbörd är 521 millimeter. Den regnigaste månaden är februari, med i genomsnitt 134 mm nederbörd, och den torraste är april, med 5 mm nederbörd.